# Cidnopus parvulus
Cidnopus parvulus är en skalbaggsart som först beskrevs av Georg Wolfgang Franz Panzer 1799.  Cidnopus parvulus ingår i släktet Cidnopus, och familjen knäppare. Arten har ej påträffats i Sverige.